# پرواز شمشیرهای دروازه اژدها
پرواز شمشیرهای دروازه اژدها (به انگلیسی Flying Swords of Dragon Gate) عنوان فیلمی هنگ کنگی ساخته سال ۲۰۱۱ میلادی است. نقش اصلی این فیلم را جت لی بازی می‌کند.

## داستان
مرد شمشیر زنی سه سال است که در بیابان ها زندگی می کند و آرامش درونی خود را در بیابان یافته است ولی طولی نمی کشد که یک شب افرادی به خانه او حمله ور می شوند تا او را بکشند ولی ….

## بازیگران
- جت لی در نقش جائو هوآی آن
- ژو ژان در نقش لینگ یانچیو
- چن کوئن در نقش تیغه باد
- لی یوچوئن در نقش گوآ